# Olga Broumas
Olga Broumas) (Grieks: Όλγα Μπρούμας) (Syros, 6 mei 1949) is een Grieks-Amerikaanse feministische dichter, bekend vertaler van het werk van Odýsseas Elýtis, lector creatief schrijven en architect.

## Biografie
Broumas werd als enig kind geboren in een familie die is getekend door de Griekse Diaspora en wereldgeschiedenis. Haar moeder was oorspronkelijk afkomstig uit Alexandrië en beheerste naast het Grieks ook het Arabisch en Frans. Haar vader, een volle wees, vocht in de Tweede Wereldoorlog in Afrika en belandde uiteindelijk in Egypte.
Broumas bracht een deel van haar vroege jeugd door in de Verenigde Staten, maar keerde vervolgens terug naar Griekenland. Op zeventienjarige leeftijd verscheen haar eerste dichtbundel in het Grieks (1967).
Nog datzelfde jaar vertrok Broumas met een Fulbright beurs naar de Verenigde Staten om Architectuur te studeren aan de Universiteit van Pennsylvania (B.A., 1969) en zich verder te ontwikkelen als dichter. Na afronding van deze technische opleiding volgde Broumas daarom ook een master Creative Writing aan de Universiteit van Oregon (Master Fine Arts, 1973).
Een eerste officiële publicatie van haar werk in het Engels verscheen slechts vier jaar later binnen de serie Yale Younger Poets' Prize (1977). Broumas was de eerste niet-moedertaalspreker die deze eer te beurt viel. Deze publicatie was de eerste van een lange reeks prijswinnende bundels waarmee zij haar naam vestigde en een unieke positie veroverde binnen de dichtkunst.
Sinds 1995 is Broumas verbonden aan Brandeis University als Director of Creative Writing alwaar zij eerder doceerde (Professor of the Practice of English). Alhoewel zij niet meer terugkeerde naar haar vaderland beschouwt zij zichzelf tot op de dag van vandaag niet als een Grieks-Amerikaan, maar als een Griek die in het Engels schrijft. Enkele werken van Broumas zijn vertaald in het Spaans en het Frans door derden.

## Privéleven
In 1973 huwde Broumas Stephen Edward Bangs van wie zij in 1979 is gescheiden. Dit huwelijk bleef kinderloos.

## Werk
Het werk van Broumas wordt wel geplaatst binnen de traditie van de bekentenispoëzie en heeft inmiddels een prominente plaats veroverd binnen de revisionistische lesbische traditie. Stijlinstrumenten die Broumas hanteert zijn onder andere het herschrijven van sprookjes, mythen, parabels en fabels, intertekstualiteit en het inruimen van een prominente plaats voor de sensualiteit van het menselijk lichaam, het landschap en de relaties tussen vrouwen onderling. 
In haar werk zijn elementen aanwijsbaar uit de Griekse, Romeinse, Native American, Hindu en Chinese literaire tradities. Andere invloeden die Broumas zelf noemt zijn de dichters Odýsseas Elýtis (Nobelprijswinnaar), W.S. Merwin en Adrienne Rich, maar ook singer-songwriters als Janis Joplin, Joni Mitchell en spirituele stromingen als zen en boeddhisme. Broumas heeft een grote belangstelling voor meditatie en zogenaamd ‘lichaamswerk’ dat zij centraal stelt in haar leven en werk. In 1982 stichtte zij Freehand Inc. een opleidingsinstituut voor fotografie en poëzie (Cape Cod, 1982 - 1987) waarin zij haar filosofie op dit punt nader vorm gaf.
De poëzie van Broumas toont een zekere verwantschap met het gedachtegoed van Franse feministen als Julia Kristeva aangaande het verbaliseren van een ‘vrouwentaal’ waarin het lichamelijke en het emotionele volledig kan worden uitgedrukt en vorm gegeven. Deze dichter heeft, daarbij, een overtuigende voorkeur voor narratieve en meer contemplatieve dichtvormen.

## Vertaalwerk
Als moedertaalspreker en dichter is Broumas tevens uitgegroeid tot een bekroond vertaler van het werk van Odýsseas Elýtis. Recentelijk verschenen echter ook vertalingen van het werk van dichter Kiki Dimoula van haar hand (2011).

## Bundels
- Restlessness, (in het Grieks), Alvin Redman Hellas, 1967.
- Beginning with O (Yale, Younger Poets’ Prize Series, 1977).
- Soie Sauvage (Copper Canyon Press, 1979).
- Pastoral Jazz (Copper Canyon Press, 1983).
- Samenwerking met Jane Miller: Black Holes, Black Stockings (Wesleyan, 1985).
- Perpetua (Copper Canyon Press, 1989).
- Samenwerking met T. Begley: Sappho’s Gymnasium (Copper Canyon Press, 1994).
- Rave: Poems, 1975-1999 (Copper Canyon Press, 1999).

## Vertalingen
- What I Love: Selected Poems by Odysseas Elytis (Copper Canyon Press, 1986).
- The Little Mariner by Odysseas Elytis (Copper Canyon Press, 1988).
- Eros, Eros, Eros: Selected and Last Poems by Odysseas Elytis (Copper Canyon Press,1998).
- Broumas, Olga. WHAT SEA? 20 poems by Kiki Dimoula, translated from the Greek. 2011. The Drunken Boat, (www.thedrunkenboat.com/kikidimoula/html), an online journal of poetry, translation and poetics., (Featured Chapbook 28 pages).

## Literaire prijzen
- National Endowment for the Arts Translation Fellowship (2009 - 2011)
- Norman Fund Grant (2006 - 2007)
- Louis Dembitz Award for Excellence in Teaching (2005)
- Lambda Poetry Award (2000)
- Witter Bynner Translation Grant (1991)
- Guggenheim Fellowship (1981)
- Vermont Council on Arts Fellowship (1980)
- National Endowment for the Arts Fellowship (1979)
- Oregon Arts Commission Fellowship (1978)
- Yale Younger Poets Award (1977)
- Fulbright Travel Grant (1967)

## Secundaire Literatuur
- Carruthers, Mary J. "The Re-Vision of the Muse: Adrienne Rich, Audre Lorde, Judy Grahn, Olga Broumas." The Hudson Review 36.2 (1983): 293-322.
- Casto, Estella Kathryn. Reading feminist poetry: a study of the work of Anne Sexton, Adrienne Rich, Audre Lorde, and Olga Broumas. Dissertatie The Ohio State University, 1990.
- Cohn, Darlene. "OLGA BROUMAS (1949–)." Catherine Cucinella (2002): 35.
- Fotinos, Nicoletta. Moderne Somatografie: het lichamelijke schrijven van Sharon Olds en Olga Broumas, Lust en Gratie, 64, (2000): 136-153.
- Daly, Mary. Gyn/ecology: The metaethics of radical feminism. Beacon Press, 1990.
- Götzl, Stephanie Flora. Feminist fairy-tale poetry, Dissertatie Universität Wien, 2012.
- Hammond, Karla. "Interview." Northwest Review 18.3 (1980): 33.
- Horton, Diane. "‘Scarlet Liturgies’: The Poetry of Olga Broumas." North Dakota Quarterly 55.4 (1987): 322-347.
- Ingram, Claudia. "Sappho's Legacy: The Collaborative Testimony of Olga Broumas and T Begley." Tulsa Studies in Women's Literature 19.1 (2000): 105-120.
- Neuenswander, Jamie Lynn. "Female authority and the word: biblical revision in Plath, Broumas, Morrison." (2010).

- Bibsys: 90157548
- Bibliothèque nationale de France: cb12190087c (data)
- Catàleg d'autoritats de noms i títols de Catalunya: 981058598422706706
- CiNii: DA07543627
- Gemeinsame Normdatei: 10367845X
- International Standard Name Identifier: 0000 0000 8165 5252
- Library of Congress Control Number: n83194176
- Nationale Bibliotheek van Tsjechië: kup20000000011395
- Nationale bibliotheek van Australië: 35666984
- Nationale Bibliotheek van Israël: 987007458537005171
- Nationale en Universitaire bibliotheek Zagreb: 000102407
- SNAC: w6qj7xfh
- Système universitaire de documentation: 030498643
- Trove: 1033836
- Virtual International Authority File: 93050453
- WorldCat: E39PBJrgCWVyYY4TB4t7rQvCQq